# Nianiwka
Nianiwka (ukr. Нянівка) – wieś na Ukrainie, w obwodzie żytomierskim, w rejonie korosteńskim, w hromadzie Malin. W 2001 liczyła 165 mieszkańców, wśród których 162 wskazało jako ojczysty język ukraiński, a 3 rosyjski.